# Publio Veturio Gémino Cicurino
Publio Veturio Gémino Cicurino  fue un político romano del siglo V a. C. perteneciente a la gens Veturia.

## Familia
Veturio fue miembro de los Veturios Géminos Cicurinos, una familia patricia de la gens Veturia. Fue hermano de Tito Veturio Gémino Cicurino.

## Carrera pública
Alcanzó el consulado en el año 499 a. C., en el que se encargó de la guerra contra Fidenas.